# Amerika (přírodní rezervace)
Přírodní rezervace Amerika se nachází v katastrálním území Františkovy Lázně, Klest, okrese Cheb. Přírodní rezervace je významným hnízdištěm a tahovou zastávkou řady druhů ptactva, kriticky ohrožených i v evropském měřítku. Důvodem vyhlášení ochrany je zajištění optimálních podmínek nejen pro hnízdění a tah ptactva, ale i dalších živočichů, zejména obojživelníků.

## Předmět ochrany
Hlavním předmětem ochrany je zachování území, které tvoří větší část rozsáhlé vodní plochy rybníka Amerika a okolní mokřady. Toto území je hnízdištěm vzácných druhů ptáků anebo slouží jako jejich tahová zastávka, zejména při jarním a podzimním průtahu. Druhotným předmětem ochrany jsou ostřicové porosty, rákosiny, mokřadní olšiny a vrbiny a rovněž část přechodového rašeliniště. Vyskytuje se zde řada chráněných a ohrožených druhů rostlin a živočichů.

## Přírodní poměry
Rezervace se nachází 2 km jihozápadně od Františkových Lázní v mělké pánvi s mnoha rybníky. Zahrnuje značnou část rybníka Amerika (dříve nazývaný Městským rybníkem), drobné menší vodní plochy a část přilehlých břehů. Průměrná hloubka rybníka je 3,5 m a uprostřed se nachází podmáčený ostrov o rozloze přibližně 8 ha s rákosinami, nálety vrb, olší a bříz.
Území se nachází v geomorfologickém celku Chebská pánev. Podloží tvoří převážně třetihorní usazené horniny Vildštejnského souvrství, zastoupené kaolinickými jíly a písky. Celé území spadá do povodí řeky Ohře, dílčího povodí Slatinného potoka a patří do chráněné oblasti přirozené akumulace vod Chebská pánev a Slavkovský les (CHOPAV 3).

### Flóra
Charakteristickou vegetaci tvoří u břehů rákosiny a porosty ostřic. Vzhledem k zaměření ochrany na faunu nebyl dosud proveden podrobný botanický průzkum.
Přestože výskyt rostlin je až druhotným předmětem ochrany, dosahují zde ostřicové porosty a rákosiny, vysoké botanické hodnoty.
Ze zvláště chráněných druhů rostlin zde rostou ostřice plstnatoplodá (Carex lasiocarpa), vrbina kytkokvětá (Lysimachia thyrsiflora), kosatec sibiřský (Iris sibirica), prstnatec májový (Dactylorhiza majalis) a klikva bahenní (Oxycoccus palustris).

### Fauna

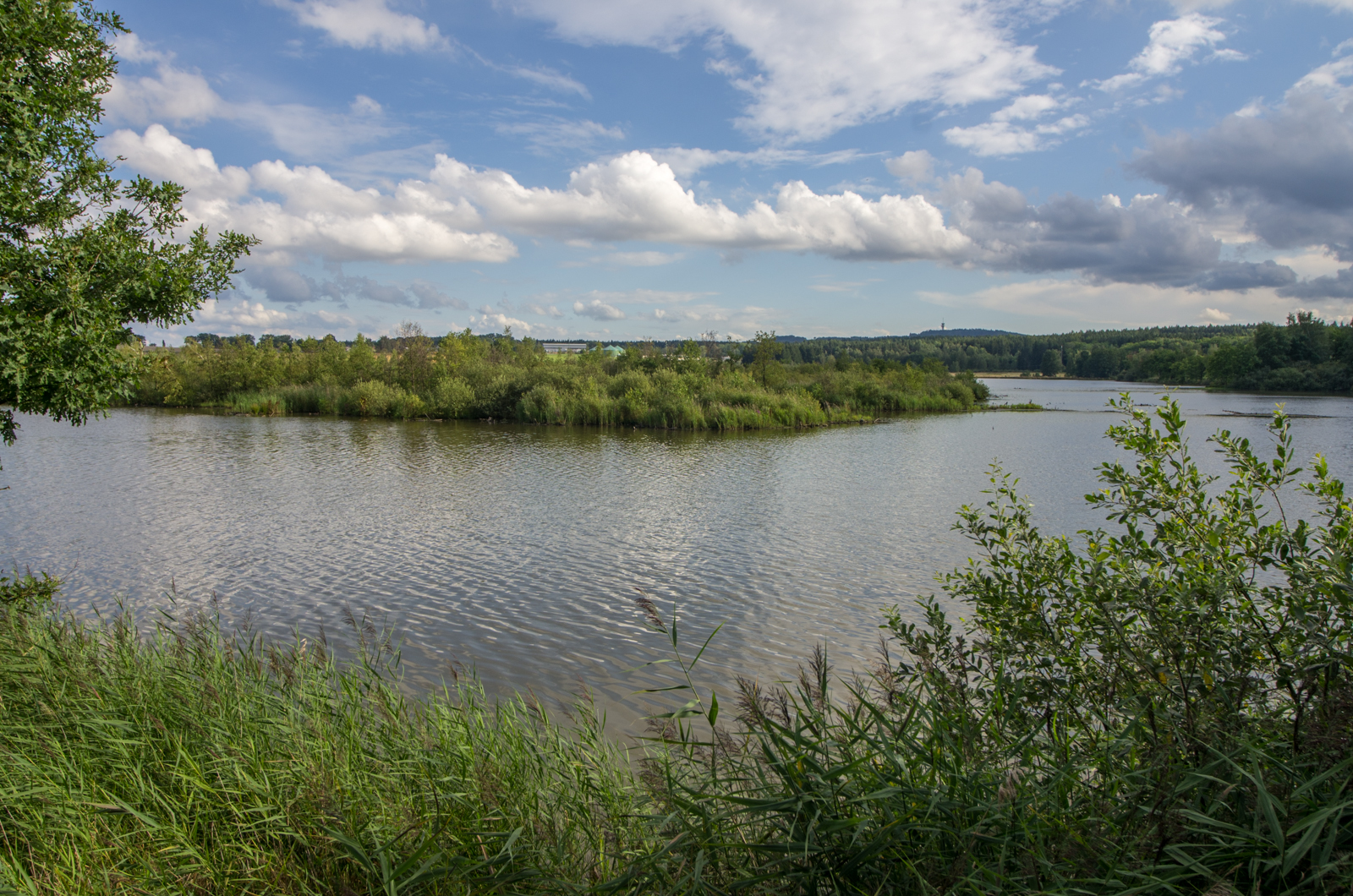
Pohled na ostrov v rezervaci z břehu rybníka

Rezervace byla vyhlášena zejména pro ochranu hnízdní kolonie racka chechtavého (Chroicocephalus ridibundus, syn. Larus ridibundus). Zdejší stálá kolonie je pravděpodobně poslední v celém Karlovarském kraji.
Z ptáků zde hnízdí bekasina otavní (Gallinago gallinago), bramborníček hnědý (Saxicola rubetra), břehule říční (Riparia riparia), čírka modrá (Anas querquedula), čírka obecná (Anas crecca), kopřivka obecná (Anas strepera), moták pochop (Circus aeruginosus), moudivláček lužní (Remiz pendulinus), potápka roháč (Podiceps cristatus), slavík modráček (Luscinia svecica). Hnízdila zde potápka černokrká (Podiceps nigricollis) a potápka malá (Tachybaptus ruficollis). Za potravou sem zalétá čáp bílý (Ciconia ciconia).

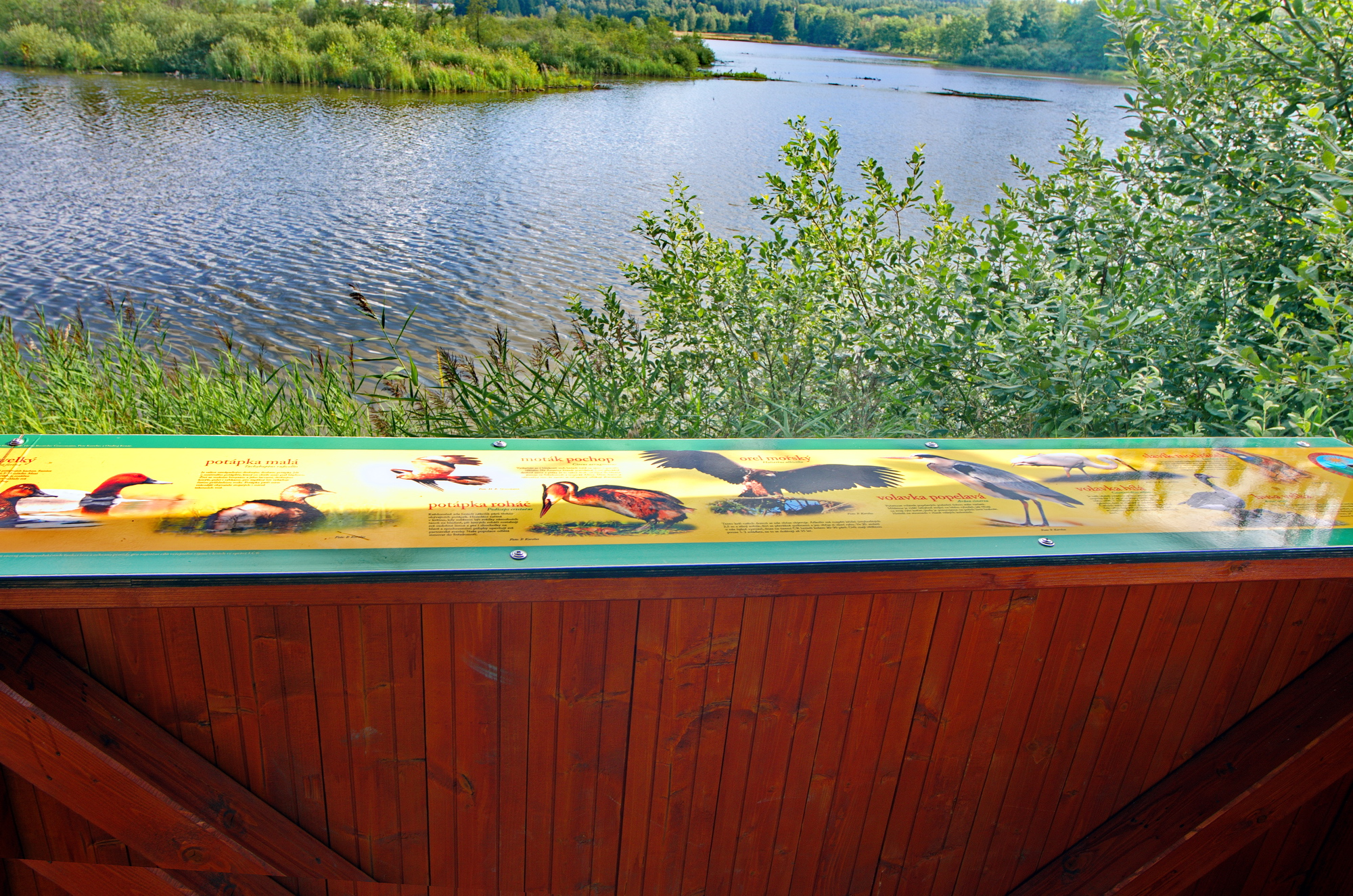
Pozorovatelna ptactva

Byla zde pozorována řada ptáků, zejména při jejich tahové zastávce. Mezi ně patří čáp černý (Ciconia nigra), dudek chocholatý (Upupa epops), hohol severní (Bucephala clangula), hýl rudý (Carpodacus erythrinus), chřástal kropenatý (Porzana porzana), jeřáb popelavý (Grus grus), jestřáb lesní (Accipiter gentilis), koliha velká (Numenius arquata), konipas luční (Motacilla flava), kopřivka obecná (Anas strepera), kormorán velký (Phalacrocorax carbo), koroptev polní (Perdix perdix), krahujec obecný (Accipiter nisus), krkavec velký (Corvus corax), kulíšek nejmenší (Glaucidium passerinum), kvakoš noční (Nycticorax nycticorax), ledňáček říční (Alcedo atthis), lejsek šedý (Muscicapa striata), linduška horská (Anthus spinoletta), luňák červený (Milvus milvus), luňák hnědý (Milvus migrans), lžičák pestrý (Anas clypeata), morčák velký (Mergus merganser), orel mořský (Haliaeetus albicilla), orlovec říční (Pandion haliaetus), ostralka štíhlá (Anas acuta), pisík obecný (Actitis hypoleucos), potápka rudokrká (Podiceps grisegena), racek černohlavý (Larus melanocephalus), rákosník velký (Acrocephalus arundinaceus), rorýs obecný (Apus apus), rybák obecný (Sterna hirundo), rybák černý (Chlidonias niger), sluka lesní (Scolopax rusticola), včelojed lesní (Pernis apivorus), vlaštovka obecná (Hirundo rustica), vodouš kropenatý (Tringa ochropus), vodouš rudonohý (Tringa totanus), volavka bílá (Egretta alba), zrzohlávka rudozobá (Netta rufina) a žluva hajní (Oriolus oriolus).
V břehových porostech zde žije několik chráněných a ohrožených druhů plazů a obojživelníků. Mezi ně patří čolek horský (Triturus alpestris), čolek obecný (Triturus vugaris), ropucha obecná (Bufo bufo), rosnička zelená (Hyla arborea), skokan krátkonohý (Rana lessonae), skokan ostronosý (Rana arvalis), skokan zelený (Rana esculenta) a slepýš křehký (Anguis fragilis).

## Turistika
Od vzniku Františkových Lázní (1793) byla lokalita výletním místem lázeňských hostů. V roce 1898 byla na okraji rybníka postavena hrázděná romantická výletní restaurace, později stavebně upravena. V minulosti byla na ostrov vybudována dřevěná lávka, která se často využívala k pozorování ptactva. Později došlo k jejímu odstranění. Území je navštěvováno celoročně.
Poblíž rybníka byl v 60. letech 20. století vybudován chatový kemp a půjčovna loděk. Pro návštěvníky jsou u břehu rybníka osazeny lavičky a menší vyhlídková plošina, která slouží k pozorování ptáků.